# Readly Express
Readly Express est un cheval de course trotteur suédois né le 15 mars 2012. Il remporte le Prix d’Amérique en 2018.

## Carrière de courses

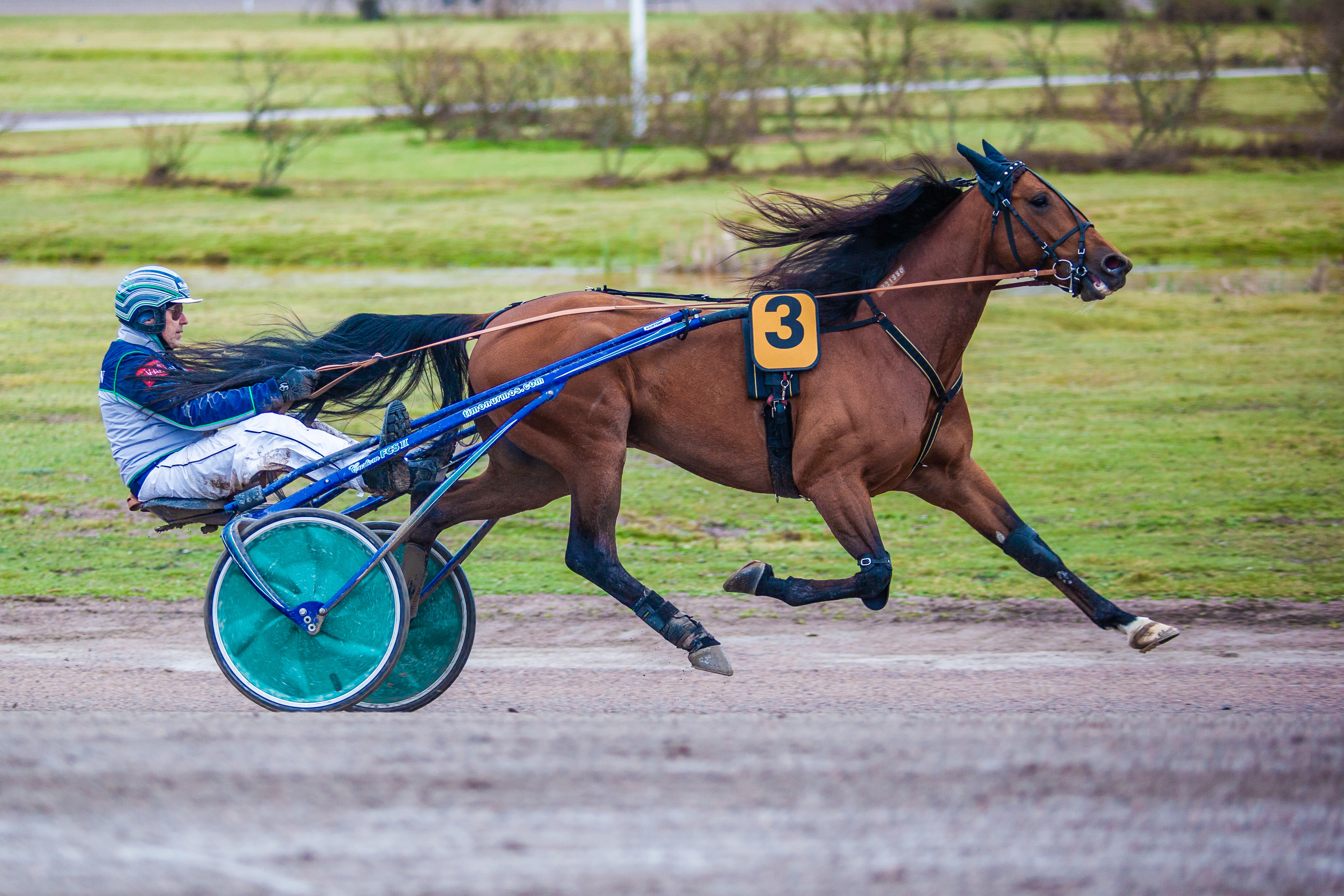
Readly Express à l'entraînement, mené par Timo Nurmos

Né en France, au haras de Montmirel, mais inscrit au stud-book suédois, Readly Express est confié à l'entraîneur finlandais installé en Suède Timo Nurmos. C'est avec un autre Finlandais, le célèbre driver Jorma Kontio, que le poulain se qualifie à 2 ans, mais il ne débute que l'année suivante. Readly Express s'avère d'emblée un trotteur d'exception, enchaîne les victoires, et se voit couronné numéro 1 de sa génération dans le Svenskt Travkriterium (le critérium des 3 ans), record de la course à la clé. Il devra s'incliner toutefois dans la finale de la Breeders' Crown en novembre, mais termine son année avec sept victoires en neuf courses. Si l'année 2016 commence elle aussi par un accessit d'honneur (après huit mois de repos), la suite de la carrière n'est qu'une litanie de victoires : à l'automne, après un sacre dans le Svenskt Travderby (le critérium des 4 ans), il étend sa domination à l'Europe en s'adjugeant le Grand Prix de l'UET pour sa première sortie à l'étranger, à Vincennes. 

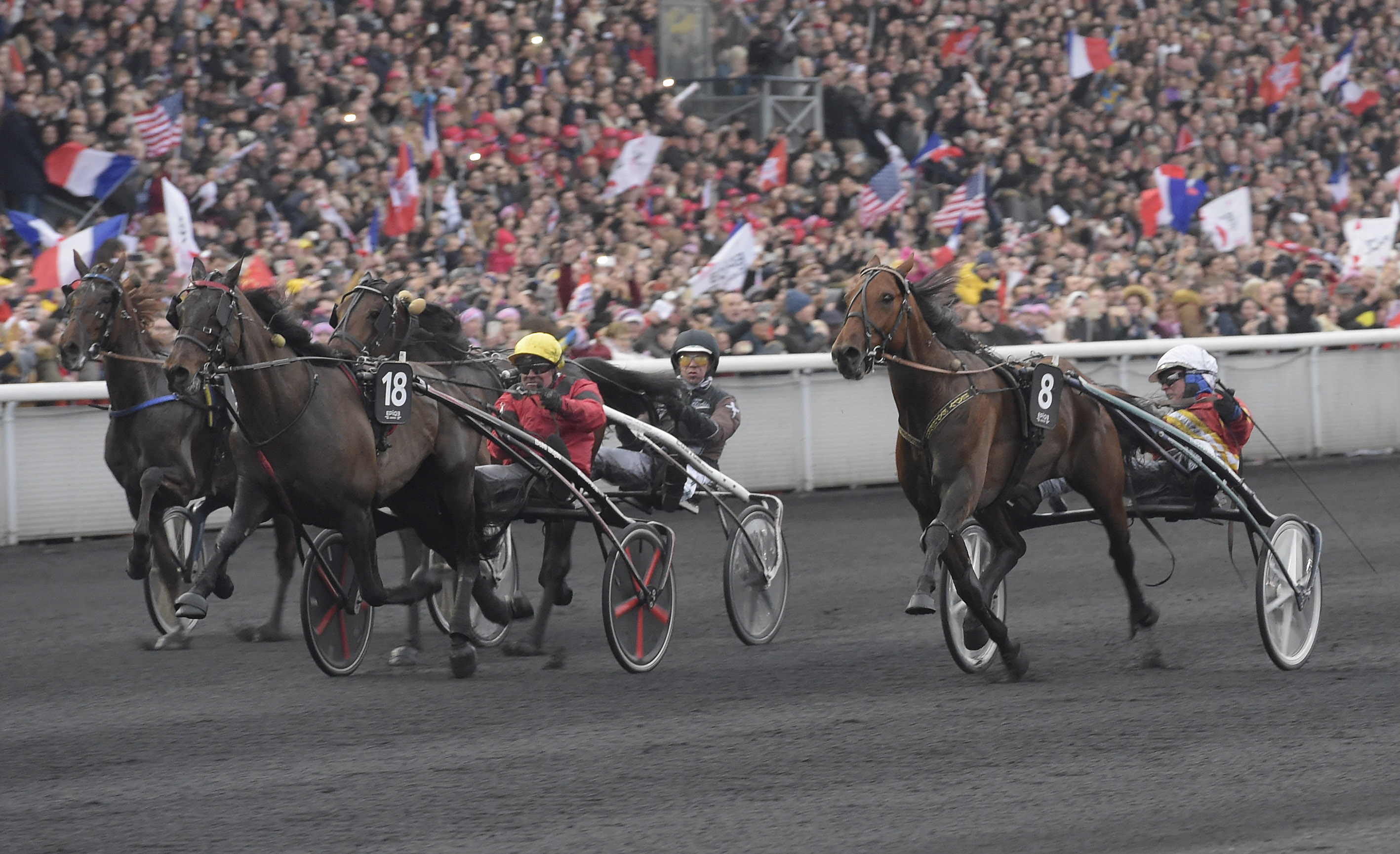
Arrivée du Prix d'Amérique 2018 : Readly Express (no 8) domine Bold Eagle (no 18)

Ménagé, Readly Express reste à nouveau éloigné des pistes durant plusieurs mois et fait sa rentrée à l'été de ses 5 ans. Poursuivant sa série de victoires, il remporte le Jubileumspokalen en un temps record (1'09"9 sur 2 140 mètres) et dans la foulée le Championnat européen des 5 ans, disputé à Solvalla. Une participation au meeting d'hiver de Vincennes est alors envisagée et c'est avec un bilan de 19 victoires et trois deuxièmes places en 22 sorties que Readly Express se présente au départ du Prix Ténor de Baune, épreuve qualificative pour le Prix d'Amérique. Pour cette campagne française, son partenaire de toujours Jorma Kontio a laissé sa place au sulky à un autre grand nom du trot scandinave, Björn Goop. Readly Express y gagne brillamment son ticket pour l'Amérique, puis se mesure pour la première fois avec ses aînés dans le Prix de Belgique, où sa troisième place est certes le moins bon classement de toute sa carrière, mais l'impression visuelle qu'il laisse en fait l'opposition directe au champion Bold Eagle, en quête d'un troisième sacre dans le Prix d'Amérique. Le dernier dimanche de janvier, les deux meilleurs chevaux européens se livrent à un haletant mano à mano dans la ligne droite du Prix d'Amérique, et c'est le cadet qui l'emporte, Readly Express s'adjugeant en outre le record de l'officieux championnat du monde des trotteurs, gagnant en 1'11"2 devant Bold Eagle et l'Américain Propulsion. Après ce triomphe, Readly Express retourne en Suède, ne participant pas à la fin du meeting d'hiver. 
Un temps annoncé au départ de l'Elitloppet, pour une éventuelle revanche avec Bold Eagle, Readly Express fait finalement sa rentrée, victorieuse, en juin dans un groupe 2 en Suède. Mais en août, il doit s'incliner devant Propulsion dans le Åby Stora Pris, avant de terminer, pour la première fois de sa carrière, hors du podium d'une course, terminant à la cinquième place dans le Sundsvall Open Trot. Le mois suivant, il termine troisième après un parcours malheureux des UET Trotting Masters, remportés par Propulsion, avant de renouer avec la victoire en octobre dans le Svenskt Mästerskap, qu'il remporte pour la deuxième année consécutive. De retour à Vincennes pour tenter le doublé dans le Prix d'Amérique, il entame son meeting d'hiver par une défaite face à Bold Eagle dans le Prix de Bourgogne et peaufine sa condition avec une cinquième place dans le Prix de Belgique. Dans l'épreuve-reine, il ne parvient pas à conserver son titre mais participe à l'empoignade finale avec Bélina Josselyn et Looking Superb, s'inclinant derrière eux avec les honneurs. Quinze jours plus tard il prend une éclatante revanche dans le Prix de France, en s'imposant très facilement devant Uza Josselyn et Bold Eagle. À la fin du meeting d'hiver de Vincennes, l'entourage du champion annonce qu'il mettra un terme à sa carrière après une participation à l'Elitloppet.    
Sur la route de Solvalla, Readly Express s'essaie pour la première fois sur le mile du Grand Critérium de vitesse de la Côte d'Azur : essai concluant, malgré un départ timide, puisque le cheval s'impose et abaisse son record à 1'08"9. Puis, début mai, il confirme ses disponibilités à l'exercice du sprint dans le Finlandia Ajo, remporté en 1'10"5. Dernière étape d'une carrière aussi brève qu'intense, l'Elitloppet se déroule d'abord comme dans un rêve : Readly Express s'impose tout en maîtrise dans sa batterie qualificative, cueillant au passage un idéal n°2 derrière l'autostart pour la finale. Mais quelques minutes avant celle-ci, le champion sème l'inquiétude dans les travées de Solvalla : raide et fautif, il apparaît presque boiteux et logiquement son entourage décide de le déclarer non partant. Readly Express termine donc sa carrière par une victoire, mais se voit privé par malchance du triomphe qui lui semblait promis.     

### Palmarès
Suède
- Svenskt Travkriterium (Gr.1, 2015)
- Svenskt Travderby (Gr.1, 2016)
- Eskilstuna Fyraåringstest (Gr.2, 2016)
- Jubileumspokalen (Gr.1, 2017)
- Svenskt Mästerskap (Gr.2, 2017, 2018)
- Jämtlands Stora Pris (Gr.2, 2018)
- 2e Breeders' Crown des 3 ans (Gr.1, 2015)
- 2e Åby Stora Pris (Gr.1, 2018)

 France
- Prix Ténor de Baune (Gr.2, 2018)
- Prix d'Amérique (Gr.1, 2018)
- Prix de France (Gr.1, 2019)
- Grand Critérium de vitesse de la Côte d'Azur (Gr.1, 2019)
- 2e Prix de Bourgogne (Gr.2, 2019)
- 3e Prix d'Amérique (Gr.1, 2019)
- 3e Prix de Belgique (Gr.2, 2018)

 Finlande
- Finlandia Ajo (Gr.1, 2019)

 Union européenne
- Grand Prix de l'UET (Gr.1, 2016)
- Championnat européen des 5 ans (Gr.1, 2017)
- 3e UET Trotting Masters (Gr.1, 2018)

## Au haras
Readly Express effectue sa première année de monte en 2016. En 2019, sa première génération en piste s'illustre avec une première victoire de groupe 1 signée Revelation dans le Svensk Uppfödningslöpning, premier grand rendez-vous pour les 2 ans. Il est aussi le père du champion Calgary Games 1'11 (Svenskt Travderby, Grand Prix de l'UET). 

## Origines
Readly Express appartient à la troisième génération des produits de Ready Cash, crack sur les pistes et phénoménal étalon.
Côté maternel, il est le premier produit de Caddie Dream 1'11, qui fut l'un des meilleurs éléments de sa génération en Suède : lauréate de la Breeders' Crown des pouliches de 3 ans (Gr.1), troisième des Svenskt Trav-Oaks et du Krafft Derbystoet (Gr.2), quatrième du Drottning Silvias Pokal (Gr.1). Au haras, elle a donné une autre classique avec Caddie Lisieux 1'10, propre sœur de Readly Express, lauréate du StoSprintern (Gr.2), deuxième de la Breeders' Crown des pouliches de 3 ans et des 4 ans (Gr.1). Caddie Dream est une fille du champion italien Viking Kronos 1'12 (Gran Criterium, Gran Premio Allevatori, Gran Premio Nazionale, Gran Premio Tito Giovanardi...), devenu un excellent étalon, père de Maharajah 1'10, Raja Mirchi 1'08, Thai Tanic 1'09 ou Joke Face 1'10. Enfin, on note dans le pedigree du champion la présence de Margit Lobell, une sœur utérine du fameux Mack Lobell 1'09.  
| Origines de Readly Express, mâle, bai. | Origines de Readly Express, mâle, bai. | Origines de Readly Express, mâle, bai. | Origines de Readly Express, mâle, bai. |
| -------------------------------------- | -------------------------------------- | -------------------------------------- | -------------------------------------- |
| Père Ready Cash 1'10                   | Indy de Vive 1'11                      | Viking's Way 1'15                      | Mickey Viking 1'13                     |
| Père Ready Cash 1'10                   | Indy de Vive 1'11                      | Viking's Way 1'15                      | Josubie 1'19                           |
| Père Ready Cash 1'10                   | Indy de Vive 1'11                      | Tekiflore 1'19                         | Képi Vert 1'16                         |
| Père Ready Cash 1'10                   | Indy de Vive 1'11                      | Tekiflore 1'19                         | Morgaflore 1'22                        |
| Père Ready Cash 1'10                   | Kidea 1'18                             | Extreme Dream 1'14                     | Quito de Talonay 1'13                  |
| Père Ready Cash 1'10                   | Kidea 1'18                             | Extreme Dream 1'14                     | Tahitienne                             |
| Père Ready Cash 1'10                   | Kidea 1'18                             | Docéanide du Lilas 1'16                | Workaholic 1'11                        |
| Père Ready Cash 1'10                   | Kidea 1'18                             | Docéanide du Lilas 1'16                | Océanide 1'18                          |
| Mère Caddie Dream 1'11                 | Viking Kronos 1'12                     | American Winner 1'10                   | Super Bowl 1'12                        |
| Mère Caddie Dream 1'11                 | Viking Kronos 1'12                     | American Winner 1'10                   | B.J.'s Pleasure 1'14                   |
| Mère Caddie Dream 1'11                 | Viking Kronos 1'12                     | Conch 1'13                             | Bonefish 1'13                          |
| Mère Caddie Dream 1'11                 | Viking Kronos 1'12                     | Conch 1'13                             | Viking's Venus                         |
| Mère Caddie Dream 1'11                 | Fatima Lavec 1'12                      | Sugarcane Hanover 1'11                 | Florida Pro 1'11                       |
| Mère Caddie Dream 1'11                 | Fatima Lavec 1'12                      | Sugarcane Hanover 1'11                 | Sugar Hanover                          |
| Mère Caddie Dream 1'11                 | Fatima Lavec 1'12                      | Margit Lobell 1'14                     | Speedy Crown 1'12                      |
| Mère Caddie Dream 1'11                 | Fatima Lavec 1'12                      | Margit Lobell 1'14                     | Matina Hanover 1'17                    |